# Desmarque

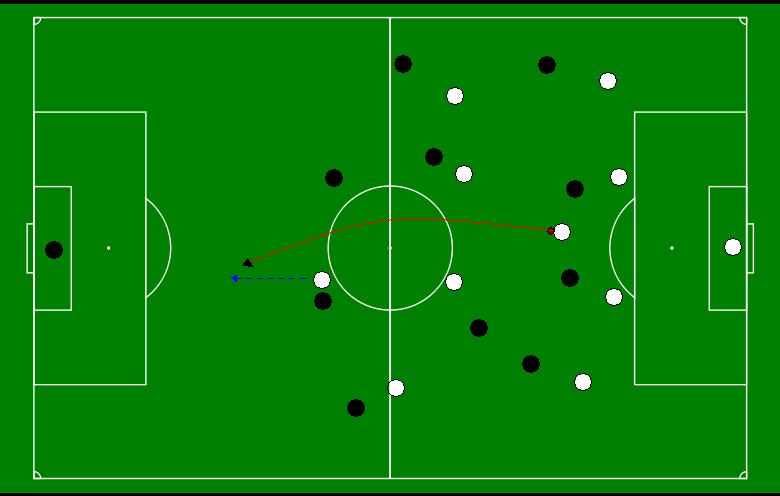
Diagrama de un pase largo con desmarque.

El desmarque en el fútbol tiene dos acepciones, una táctica y una estratégica.

## Desmarque táctico
El desmarque táctico es un principio estructural del fútbol que consiste en desplazarse de la posición ocupada para recibir un pase y al tiempo librarse de la marca de un adversario. La forma de ejecutarlo es diferente en cada caso, por ejemplo, amagar una acción distinta a la que se pretende con objeto de intentar eludir al rival o salirse de su marca con el objetivo de estar libre para recibir el balón. Otra formas de desmarcarse tácticamente de un adversario serían dar un pequeño sprint hacia una dirección, amagar con irse y frenar.

## Desmarque estratégico
El desmarque estratégico es parte del plan de ataque estratégico del fútbol que consiste en desmarcar al rematador y entregarle la pelota. Al recibir la pelota, el rematador desmarcado no tiene enfrente defensor alguno que le dispute firmemente la pelota y puede intentar lograr un gol con la oposición todo lo más del guardameta. Se trata de un proceso de ordenación de jugadas realizado en equipo.